# Cult of the Cobra
Cult of the Cobra is een Amerikaanse horrorfilm uit 1955 onder regie van Francis D. Lyon.

## Verhaal
Zes Amerikaanse soldaten verstoren de eredienst van een sekte van slangenaanbidders. Ze worden vervloekt door de hogepriester. Vervolgens sterven ze een voor een in mysterieuze omstandigheden.

## Rolverdeling
| Acteur            | Personage      |
| ----------------- | -------------- |
| Faith Domergue    | Lisa Moya      |
| Richard Long      | Paul Able      |
| Marshall Thompson | Tom Markel     |
| Kathleen Hughes   | Julia Thompson |
| William Reynolds  | Pete Norton    |
| Jack Kelly        | Carl Turner    |
| Myrna Hansen      | Marian Sheehan |
| David Janssen     | Rico Nardi     |
| Leonard Strong    | Daru           |